# Wilhelm Kåge
Wilhelm Kåge født (Algot Wilhelm Nilsson) (6. marts 1889 – 25. november 1960) var en svensk kunstner, maler og keramiker.
Han var 1917–49 kunstnerisk leder ved Gustavsberg, hvor han i begyndelsen af 1930'erne introducerede en funktionalistisk linje med stabelbare stel.
Kåge mente, at arbejderne skulle have smukke brugsgenstande, og derfor tegnede han i 1920 et ”arbejderstel” med navnet Liljeblå.